# Hossein Mahini
Hossein Mahini (en persa: حسین ماهینی; Bushehr, Irán, 16 de septiembre de 1986) es un exfutbolista iraní que jugaba como lateral derecho.

## Selección nacional
Fue internacional con la selección de Irán en 23 ocasiones.

### Participaciones en Copas del Mundo
| Mundial                        | Sede   | Resultado      | Partidos | Goles |
| ------------------------------ | ------ | -------------- | -------- | ----- |
| Copa Mundial de Fútbol de 2014 | Brasil | Fase de grupos | 0        | 0     |

## Clubes
| Club                  | País | Año       |
| --------------------- | ---- | --------- |
| Esteghlal Ahvaz FC    | Irán | 2005-2010 |
| Zob Ahan FC           | Irán | 2010-2012 |
| Persépolis FC         | Irán | 2012-2020 |
| Malavan FC (cedido)   | Irán | 2015-2016 |
| FC Nassaji Mazandaran | Irán | 2020      |
| Saipa FC              | Irán | 2020-2022 |

## Palmarés

### Campeonatos nacionales
| Título            | Club          | País | Año  |
| ----------------- | ------------- | ---- | ---- |
| Iran Pro League   | Persépolis FC | Irán | 2017 |
| Supercopa de Irán | Persépolis FC | Irán | 2017 |
| Iran Pro League   | Persépolis FC | Irán | 2018 |
| Supercopa de Irán | Persépolis FC | Irán | 2018 |
| Iran Pro League   | Persépolis FC | Irán | 2019 |
| Copa Hazfi        | Persépolis FC | Irán | 2019 |
| Supercopa de Irán | Persépolis FC | Irán | 2019 |
| Iran Pro League   | Persépolis FC | Irán | 2020 |

### Distinciones individuales
| Distinción                                     | Año  |
| ---------------------------------------------- | ---- |
| Parte del equipo del año de la Iran Pro League | 2012 |